# Menthon (Adelsgeschlecht)

Wappen der Familie

Die Familie Menthon ist eine aus dem Burgund stammende Ritterfamilie. Sie bewohnt seit dem Ende des 12. Jahrhunderts bis heute die Burg Menthon-Saint-Bernard. Jean de Menthon war der älteste nachzuweisende Bewohner, der 1190 auf der Burg lebte. Im 13. und 14. Jahrhundert festigte die Familie ihren Einfluss, da es eine hohe Geburtenrate gab. In der Zeit der Burg Menthon kann man auf viele Personen mit dem Namen Menthon zurückweisen, die Einfluss auf die Grafschaft Genf, das Herzogtum Savoyen und später auch noch auf Frankreich, wie Henri de Menthon, einem Gerichtsvollzieher aus Pays de Vaud, Nicod de Menthon, der Gouverneur von Nizza und Admiral der Flotte (1440–1449) durch den Rat von Basel und Bernard de Menthon VI., der im Jahre 1613 zum Oberst des Regiments von Annecy ernannt wurde. Näher an der heutigen Zeit, hatte François de Menthon großen Einfluss als Mitgründer des französischen Widerstandes im Zweiten Weltkrieg, Mitglied im Ordre de la Libération, Justizminister unter General de Gaulle, Hauptankläger im Nürnberger Prozess 1945/46, erster Präsident des Europarates nach aktiver Mitwirkung zur Schaffung Europas und Vater des jetzigen Besitzers der Burg.